# Championnat de France de handball des moins de 18 ans
 (octobre 2020).
Si vous disposez d'ouvrages ou d'articles de référence ou si vous connaissez des sites web de qualité traitant du thème abordé ici, merci de compléter l'article en donnant les références utiles à sa vérifiabilité et en les liant à la section « Notes et références ».
Le Championnat de France -18 ans de Handball est une compétition organisée par la Fédération française de handball permettant aux jeunes joueurs d'évoluer à un niveau élevé.

## Palmarès masculin

### Challenge Falcony
| Saison    | Ville organisatrice                    | Or                            | Argent                      | Bronze                            |
| --------- | -------------------------------------- | ----------------------------- | --------------------------- | --------------------------------- |
| 1955-1956 |                                        |                               |                             |                                   |
| 1956-1957 |                                        |                               |                             |                                   |
| 1957-1958 |                                        |                               |                             |                                   |
| 1958-1959 |                                        |                               |                             |                                   |
| 1959-1960 |                                        |                               |                             |                                   |
| 1960-1961 |                                        | US Ivry                       |                             |                                   |
| 1961-1962 | Paris                                  | ASCEM Lyon                    |                             |                                   |
| 1962-1963 |                                        |                               |                             |                                   |
| 1963-1964 |                                        |                               |                             |                                   |
| 1964-1965 |                                        |                               |                             |                                   |
| 1965-1966 |                                        | ASEAT Toulouse                |                             |                                   |
| 1966-1967 |                                        | AS Corbeil-Essonnes HB        | ESM Gonfreville l'Orcher HB |                                   |
| 1967-1968 |                                        | Stade Marseillais UC          | Stella Sports Saint-Maur    |                                   |
| 1968-1969 |                                        |                               |                             |                                   |
| 1969-1970 |                                        | ASPTT Metz                    | Stade Marseillais UC        |                                   |
| 1970-1971 |                                        | ASCEM Lyon                    | Stade Marseillais UC        | APAS Paris                        |
| 1971-1972 |                                        | SMEC Metz                     | PTT Mulhouse                |                                   |
| 1972-1973 |                                        | ASCEM LYON                    |                             |                                   |
| 1973-1974 |                                        | ASPTT Metz                    | Dieppe UC                   |                                   |
| 1974-1975 |                                        | ASPTT Metz                    | CSM Livry-Gargan            |                                   |
| 1975-1976 | Paris                                  | USM Gagny                     | APAS Paris                  |                                   |
| 1976-1977 |                                        | ACS Herserange                | RC Strasbourg               |                                   |
| 1977-1978 |                                        | AS Saint-Mandé HB             | ASPTT Metz                  |                                   |
| 1978-1979 |                                        | ASPTT Metz                    | AS Saint-Mandé HB           |                                   |
| 1979-1980 |                                        | Stade Marseillais UC          | ASPTT Metz                  |                                   |
| 1980-1981 | Bobigny                                | SLUC Nancy                    | ASPTT Dijon                 |                                   |
| 1981-1982 |                                        |                               |                             |                                   |
| 1982-1983 |                                        | US Ivry                       | Stella Sports Saint-Maur    | HBC Riedisheim                    |
| 1983-1984 |                                        |                               |                             |                                   |
| 1984-1985 |                                        | RC Strasbourg                 | Villeurbanne HC             |                                   |
| 1985-1986 |                                        |                               |                             |                                   |
| 1986-1987 |                                        | US Créteil                    | USM Gagny                   |                                   |
| 1987-1988 |                                        | USM Gagny                     | Stade Marseillais UC        |                                   |
| 1988-1989 |                                        | Stade Toulousain              |                             |                                   |
| 1989-1990 |                                        | USAM Nîmes                    | US Créteil                  | Bois Colombes Sport               |
| 1990-1991 |                                        |                               |                             |                                   |
| 1991-1992 |                                        | RC Strasbourg                 | US Ivry                     |                                   |
| 1992-1993 | Salle Éluard, Billy-Montigny           | Carabiniers de Billy-Montigny | US Ivry                     | Draguignan                        |
| 1993-1994 | Nîmes                                  | USAM Nîmes                    | US Ivry                     | Sélestat SC                       |
| 1994-1995 | COSEC Eugène-Griesmar, Sélestat        | Livry-Gargan HB               | Sélestat SC                 | HBC Villeneuve-d'Ascq             |
| 1995-1996 | Sélestat                               | Billère HB                    | Sélestat SC                 | Handball Club Chenôve             |
| 1996-1997 | Créteil                                | USAM Nîmes                    | US Créteil                  | Saint-Michel Sports Handball      |
| 1997-1998 |                                        | US Ivry                       | Le Havre AC                 | CS Marseille Provence HB          |
| 1998-1999 | Carcassonne                            | US Ivry                       | Grenoble St-Martin d'Hères  |                                   |
| 1999-2000 | Loriol-sur-Drôme                       | MJC Vaulx-en-Velin Handball   | US Ivry                     | Massy Essonne Handball            |
| 2000-2001 | Mâcon                                  | US Ivry                       | HBC Noisiel                 | Montpellier Handball              |
| 2001-2002 | CS Paul-Émile Victor, Aulnay/Bois      | US Ivry                       | Billère Handball            | Villiers EC HB                    |
| 2002-2003 | COSEC, Épernay                         | AS Saint-Mandé HB             | US Ivry                     | Villeurbanne HA                   |
| 2003-2004 | Salle Marcel-Cerdan, Villeneuve-d'Ascq | US Créteil                    | Montpellier Handball        | Lille MHC Villeneuve d'Ascq       |
| 2004-2005 | Saint-Égrève                           | US Montélimar/Cruas HB        | HBC Nantes                  | Sélestat SC                       |
| 2005-2006 | Marsannay                              | USAM Nîmes                    | US Montélimar/Cruas HB      | Stade Pessacais UC                |
| 2006-2007 | Chaumont                               | US Montélimar/Cruas HB        | ES Bruges HB                | Saint-Raphaël Var HB              |
| 2007-2008 | Chaumont                               | Sélestat SC                   | Limoges Hand 87             | US Ivry                           |
| 2008-2009 | Limoges                                | USAM Nîmes                    | Sélestat Alsace Handball    | US Créteil                        |
| 2009-2010 | Chalon-sur-Saône                       | OC Cesson                     | US Créteil                  | Montpellier AHB                   |
| 2010-2011 | Complexe sportif du Naye, Saint-Malo   | Montpellier AHB               | Chambéry Savoie Handball    | Paris Handball                    |
| 2011-2012 | Palais des sports, Orléans             | Saint-Raphaël Var HB          | US Créteil                  | Montpellier AHB                   |
| 2012-2013 | Salle municipale des sports, Nousty    | US Dunkerque HB               | USAM Nîmes Gard             | US Créteil                        |
| 2013-2014 | Espace sportif Didier-Bianco, Falaise  | US Créteil                    | SE Beaune Handball          | Chambéry Savoie Handball          |
| 2014-2015 | Ajaccio                                | US Créteil                    | US Ivry                     | Saint-Raphaël Var HB              |
| 2015-2016 | Gymnase Guy-Drut, Saint-Cyr-sur-Loire  | US Ivry                       | Entente Val d'Oise 95       | HBC Nantes                        |
| 2016-2017 | Guilherand-Granges                     | US Ivry                       | US Créteil                  | Grand Besançon Doubs Handball     |
| 2017-2018 | Pessac                                 | Montpellier HB                | Istres PHB                  | US Ivry                           |
| 2018-2019 | POM'S, Deauville                       | Sélestat Alsace Handball      | Dijon Métropole Handball    | Entente Pontault-Combault / Torcy |
| 2021-2022 | Salle Pierre-de-Coubertin, Paris       | Paris SG                      | Montpellier HB              | HBC Nantes                        |
| 2022-2023 | CS Sébastien-Loeb, Haguenau            | Montpellier HB                | Lille MHC Villeneuve d'Ascq | Paris SG                          |
| 2023-2024 | PS René-Bougnol, Montpellier           | Chambéry SMBH                 | Entente Saran Orléans       | Billère HB                        |
| 2024-2025 | Gymnase Ampère, Vendôme                | Montpellier Handball          | JS Cherbourg                | Tremblay Handball                 |

### Challenge Sabatier
| Saison    | Ville organisatrice      | Or                           | Argent                      | Bronze                                |
| --------- | ------------------------ | ---------------------------- | --------------------------- | ------------------------------------- |
| 1955-1956 | Paris                    | HBC Nantais                  | Stella Saint-Maur           |                                       |
| 1956-1957 | Sochaux                  | FC Sochaux Handball          | SMUC Marseille              | CSM Livry-Gargan                      |
| 1957-1958 |                          | Racing Club de France        | Stade Marseillais UC        |                                       |
| 1958-1959 |                          | CO Billancourt               | Stella Saint-Maur           |                                       |
| 1959-1960 |                          | AS Police de Metz            | CO Billancourt              |                                       |
| 1960-1961 |                          | US Ivry                      | AAE Lycée Kléber Strasbourg |                                       |
| 1961-1962 | Nîmes                    | Stade Marseillais UC         | Bordeaux Étudiants Club     |                                       |
| 1962-1963 | Bondy                    | Stella Saint-Maur            | Stade Marseillais UC        |                                       |
| 1963-1964 | Châlons-sur-Marne        | Stella Saint-Maur            | USO Mulhouse                |                                       |
| 1964-1965 |                          | Stella Saint-Maur            | Paris UC                    |                                       |
| 1965-1966 |                          | Stella Saint-Maur            |                             |                                       |
| 1966-1967 |                          | Stade Marseillais UC         |                             |                                       |
| 1967-1968 |                          |                              |                             |                                       |
| 1968-1969 | Coubertin (Paris)        | ASEA Toulouse                | ASCEM LYON                  | APAS Paris                            |
| 1969-1970 |                          | ASPTT Metz                   | ASCEM Lyon                  | APAS Paris                            |
| 1970-1971 |                          |                              |                             | APAS Paris                            |
| 1971-1972 |                          | ASPTT Nancy                  |                             |                                       |
| 1972-1973 |                          | ASCEM Lyon                   |                             |                                       |
| 1973-1974 | Beaune                   | Neuilly-Plaisance Sport (19) | ASCEM Lyon (18)             |                                       |
| 1974-1975 |                          |                              | CSM Livry-Gargan            |                                       |
| 1975-1976 |                          | ASPTT Metz (19)              | AS Cannes (18)              |                                       |
| 1976-1977 |                          | ASPTT Metz                   | SE Beaune                   | ES Colombes/AAE St Brice              |
| 1977-1978 |                          | ESM Gonfreville l'Orcher HB  | Stella Saint-Maur           |                                       |
| 1978-1979 |                          | Stella Saint-Maur            | Stade Marseillais UC        |                                       |
| 1979-1980 |                          | APAS Paris                   | Stade Marseillais UC        |                                       |
| 1980-1981 | Palais des sports (Metz) | ASPTT Metz                   | Stella Saint-Maur           | Stade Marseillais UC HB               |
| 1981-1982 | Marseille                | Stade Marseillais UC         | ASPTT Metz                  |                                       |
| 1982-1983 | Nantes                   | Stade Marseillais UC         | Stade Toulousain Handball   | Stella Saint-Maur                     |
| 1983-1984 | Toulouse                 | Stade Marseillais UC         | Toulouse Université Club    |                                       |
| 1984-1985 | La Rochelle (Perigny)    | CSM Epinay sur seine         | Chambéry HBC                | ESM Gonfreville l'Orcher              |
| 1985-1986 |                          | Villeurbanne HC              | Stella Saint-Maur           |                                       |
| 1986-1987 |                          | HBC Chalon-sur-Saône         | SO Chambéry                 | Saint Mandé                           |
| 1987-1988 | Rodez                    | USM Gagny                    | CSA Kremlin Bicetre         |                                       |
| 1988-1989 | Valence                  | Stade toulousain             | CSA Kremlin Bicetre         |                                       |
| 1989-1990 |                          |                              |                             |                                       |
| 1990-1991 | Lourdes                  | RC Strasbourg                | USM Gagny                   | Stade toulousain ou Pontault-Combault |
| 1991-1992 |                          | Nice HB Côte d'Azur          | AS Saint-Mandé HB           | Bois Colombes Sport                   |
| 1992-1993 |                          | SO Chambéry                  | Belfort AUHB                |                                       |
| 1993-1994 | Limoges                  | US Ivry                      | Le Chesnay Handball 78      | Angers ou Villeurbanne                |
| 1994-1995 | Gien                     | Valence Handball             | USAM Nîmes                  | US Ivry                               |
| 1995-1996 |                          | AC Boulogne-Billancourt HB   | US Saintes HB               | USAM Nîmes                            |
| 1996-1997 |                          | Livry-Gargan HB              | HB Mougins Mouans-Sartoux   |                                       |
| 1997-1998 |                          | AS Saint-Mandé HB            | Montpellier HB              |                                       |

### Championnat de France Élite
| Saison    | Ville organisatrice                | Or                             | Argent                              | Bronze                                          |
| --------- | ---------------------------------- | ------------------------------ | ----------------------------------- | ----------------------------------------------- |
| 2010-2011 | Gymnase du Grand Coudret (Saintes) | Istres Ouest Provence Handball | Jarville Jeunes Handball            | US Saintes                                      |
| 2011-2012 | Gymnase de Doulon (Nantes)         | Massy Essonne Handball         | Pays d'Aix Université Club handball | HBC Nantes                                      |
| 2012-2013 | Salle Jean Mermoz (Wittelsheim)    | Pau Nousty Sports              | Mulhouse Handball Sud Alsace        | Villemomble Handball                            |
| 2013-2014 | Complexe sportif (Cabestany)       | Saint-Raphaël Var HB           | ES Bruges HB                        | Entente Strasbourg Schiltigheim Alsace Handball |
| 2014-2015 | Gymnase municipal (Saint-Mamet HB) | Grand Besançon Doubs Handball  | Handball Club de Nantes             | Pays d'Aix Université Club Handball             |
| 2015-2016 | Seris                              |                                | Lormont Handball Hauts de Garonne   |                                                 |

### Championnat de France Excellence
| Saison    | Ville organisatrice                         | Or                                 | Argent                                | Bronze                                |
| --------- | ------------------------------------------- | ---------------------------------- | ------------------------------------- | ------------------------------------- |
| 2010-2011 | Salle Marcel Cerdan (Villeneuve-d'Ascq)     | Caen Handball                      | Valence Handball                      | Lille Metropole HBC Villeneuve d'Ascq |
| 2011-2012 | Salle des sports du Grand Large (Dunkerque) | Dunkerque Handball Grand Littoral  | Saint-Nazaire Handball                | US Montélimar/Cruas HB                |
| 2012-2013 | Salle André Sellenet (Dijon)                | Dijon Bourgogne Handball           | Lille Metropole HBC Villeneuve d'Ascq | HBC Libourne                          |
| 2013-2014 | Complexe sportif (Cabestany)                | Entente Toulouse UC/Balma Handball | Vénissieux handball                   | Plaisir HBC                           |
| 2014-2015 | Gymnase Municipal (St-Mamet HB)             | Lyon Caluire AS                    | Limoges Hand 87                       | Stella Sports Saint-Maur              |
| 2018-2019 | Gymnase Peyrolles (Aurillac)                | Entente Seine Eure Iton HB         | Belfort aire urbaine handball         | Handball Club Cournon d'Auvergne      |

### Challenge de France Honneur
| Saison    | Ville organisatrice                             | Or                               | Argent                    | Bronze                                    |
| --------- | ----------------------------------------------- | -------------------------------- | ------------------------- | ----------------------------------------- |
| 2000-2001 |                                                 | Cambronne Sporting Club Handball | Mandelieu HB              | Club Omnisport Wattrelos Handball         |
| 2001-2002 | Veigne                                          | ASPOM Bègles handball            | AMSL Fréjus               | HBC Chalon-sur-Saône                      |
| 2002-2003 | Gymnase Jacques Lamberdière (Villepinte)        | CO Vernouillet HB                | Thionville Moselle HB     | Real Villepinte Vert Galant               |
| 2003-2004 | Gymnase Saint-Georges (Blois)                   | S.M.E.C de Metz HB               | CPB Rennes HB             | Stade Pessacais UC ou Pays d'Aix UC HB    |
| 2004-2005 | Mâcon                                           | Pouzauges AC                     | HBC Semur-en-Auxois       | Pays d'Aix UC HB                          |
| 2005-2006 | Mâcon                                           | US Ivry                          | RC Epernay HB             | USM Blanville HB                          |
| 2006-2007 | Orléans                                         | ASPTT Marseille                  | CO Vernouillet HB         | Villemomble Handball                      |
| 2007-2008 | Sarrebourg                                      | ASCA Wittelsheim                 | ASPTT Bar-le-Duc Handball | CPB Rennes HB                             |
| 2008-2009 | Limoges                                         | Limoges Hand 87                  | Caen Handball             | Saint-Gratien/Sannois HBC                 |
| 2009-2010 | Chaumont                                        | Paris Handball                   | Amiens Picardie Hand      | Marignane Handball 96                     |
| 2010-2011 | Complexe Sportif Guy Drut (Saint-Cyr-sur-Loire) | US Saint-Egrève Handball         | BEEX-VA Handball          | Tremblay-en-France Handball               |
| 2011-2012 | Palais des sports d'Orléans                     | Réveil de Nogent Handball        | US Ivry                   | Mende Gévaudan Club Handball              |
| 2012-2013 | Salle Municipale des Sports (Nousty)            | CPB Rennes HB                    | Le Chesnay 78 Handball    | La Seyne Var Handball                     |
| 2013-2014 | Espace sportif Didier Bianco (Falaise)          | US Saint-Egrève Handball         | CPB Rennes HB             | Entente Troyes Aube Champagne Handball    |
| 2014-2015 | Girondins de Bordeaux HB                        |                                  |                           |                                           |
| 2018-2019 | POM'S Deauville (Calvados)                      | Ent.Orléans-Saran                | Entente Oise              | St Quentin Yvelines/Versailles Grand Parc |

## Palmarès féminin

### Championnat de France - Challenge Garçonnet
| Saison    | Ville organisatrice                                       | Or                                   | Argent                           | Bronze                                         |
| --------- | --------------------------------------------------------- | ------------------------------------ | -------------------------------- | ---------------------------------------------- |
| 1979-1980 | Saint-Nicolas-d'Aliermont                                 | AS Chemaudin                         | AS Mantes Handball               | Dreux AC                                       |
| 1980-1981 | Antibes                                                   | ASPTT Strasbourg                     | AS Chemaudin                     | Villeurbanne Handball Club                     |
| 1981-1982 |                                                           |                                      |                                  |                                                |
| 1982-1983 |                                                           | ASPTT Nice                           | ES Besançon                      | USM Gagny                                      |
| 1983-1984 |                                                           | Dreux AC                             |                                  |                                                |
| 1984-1985 |                                                           | Handball Cercle Nîmes                |                                  |                                                |
| 1985-1986 | (Livry-Gargan)                                            | US Dunkerque Handball                | Toulouse Féminin Handball        |                                                |
| 1986-1987 |                                                           | US Dunkerque Handball                | USM Gagny                        |                                                |
| 1987-1988 |                                                           | USM Gagny                            |                                  |                                                |
| 1988-1989 |                                                           |                                      |                                  |                                                |
| 1989-1990 |                                                           |                                      | Dreux AC                         |                                                |
| 1990-1991 |                                                           | CSMT Marseille                       | ASPTT Strasbourg                 | Dreux AC                                       |
| 1991-1992 |                                                           |                                      |                                  |                                                |
| 1992-1993 |                                                           |                                      | Toulouse Féminin Handball        |                                                |
| 1993-1994 |                                                           | Toulouse Féminin Handball            | ASUL Vaulx-en-Velin              |                                                |
| 1994-1995 |                                                           | HOC Saint-Cyr-sur-Mer                | Jeanne d'Arc Maîche Handball     | Lesneven-Le Folgoët Handball                   |
| 1995-1996 |                                                           | Saint-Michel Sports Handball         |                                  |                                                |
| 1996-1997 |                                                           |                                      |                                  |                                                |
| 1997-1998 |                                                           |                                      |                                  |                                                |
| 1998-1999 |                                                           |                                      | ASUL Vaulx-en-Velin              |                                                |
| 1999-2000 |                                                           |                                      |                                  |                                                |
| 2000-2001 |                                                           | Handball Cercle Nîmes                | ASUL Vaulx-en-Velin              |                                                |
| 2001-2002 | Niort                                                     | S.M.E.C de Metz HB                   | ES Besançon                      | Nantes Loire Atlantique Handball               |
| 2002-2003 | COSEC Robert Schuman (Mâcon)                              | ES Besançon                          | Lesneven-Le Folgoët Handball     | Handball Cercle Nîmes                          |
| 2003-2004 | Centre Sportif Emile Victor (Aulnay-sous-Bois)            | Le Havre AC Handball                 | HBC Kingersheim                  | CS Vesoul Haute-Saône                          |
| 2004-2005 | Vesoul                                                    | CS Vesoul Haute-Saône                | Villemomble Handball             | Le Pouzin HB 07                                |
| 2005-2006 | Cambo-les-Bains                                           | ES Besançon                          | Épinal Handball                  | Lomme                                          |
| 2006-2007 | Chaumont                                                  | ES Besançon                          | Toulouse Féminin Handball        | ASPTT Strasbourg                               |
| 2007-2008 | Woippy                                                    | ES Besançon                          | HBC Nîmes                        | Toulouse Féminin Handball                      |
| 2008-2009 | Mérignac                                                  | ES Besançon                          | Mérignac Handball                | Moselle Lorraine                               |
| 2009-2010 | Saint-Nicolas-d'Aliermont                                 | Cercle Dijon Bourgogne               | Achenheim Truchtersheim HB       | Mérignac Handball et Toulouse Féminin Handball |
| 2010-2011 | Complexe Sportif Pierre Ruquet (Conflans-Sainte-Honorine) | Metz Handball                        | Toulon Saint-Cyr Var Handball    | CJF Fleury-Les-Aubrais                         |
| 2011-2012 | Halle aux Sports Laurent Puigsegur (Jacou)                | Jacou Clapier Le Crés Handball       | CJF Fleury-Les-Aubrais           | Metz Handball                                  |
| 2012-2013 | Halle des Sports (Montluçon)                              | Metz Handball (2)                    | Nantes Loire Atlantique Handball | Jacou Clapier Le Crés Handball                 |
| 2013-2014 | Gymnase du COSEC (Albi)                                   | Bouc Bel Air Handball                | HBC Nîmes                        | HBC Serris Val d'Europe                        |
| 2014-2015 | Gymnase Ampère (Vendôme)                                  | Metz Handball (3)                    | Nantes Loire Atlantique Handball | Entente Aulnay/Blanc-Mesnil                    |
| 2015-2016 | Salle Luc Abalo (Saint-Sébastien-sur-Loire)               | Nantes Loire Atlantique Handball     | Metz Handball                    | HBC Nîmes                                      |
| 2016-2017 | Salle de la Chausonnière (St Martin des Champs)           | Nantes Loire Atlantique Handball (2) | Metz Handball                    | Entente Aulnay/Blanc-Mesnil                    |
| 2017-2018 | Gymnase Auguste Delaune (Le Blanc Mesnil)                 | Nantes Loire Atlantique Handball (3) | ES Besançon                      | Issy-Paris Hand                                |
| 2018-2019 | Complexe des Vauzelles, (Châteaubernard)                  | Metz Handball (4)                    | Galaxie 62 Handball (Harnes)     | La Roche-sur-Yon Vendée HB                     |
| 2019-2020 |                                                           |                                      |                                  |                                                |

### Championnat de France - Élite
| Saison    | Ville organisatrice                                   | Or                      | Argent                         | Bronze                         |
| --------- | ----------------------------------------------------- | ----------------------- | ------------------------------ | ------------------------------ |
| 2010-2011 | Complexe Sportif de Kerveguen (Plabennec)             | Aviron Bayonnais HB     | Handball Cercle Nîmes          | Saint-Germain/Blavozy Handball |
| 2011-2012 |                                                       |                         |                                |                                |
| 2012-2013 |                                                       |                         |                                |                                |
| 2013-2014 | Salle des Sports du Foso (Vannes)                     | Hermine Kernic Handball | Handball Plan-de-Cuques        | HBC Meursault                  |
| 2014-2015 | Complexe Sportif (HBC Celles-sur-Belle)               | Cercle Dijon Bourgogne  | Stella Sports St-Maur Handball | Toulouse Féminin Handball      |
| 2015-2016 | Colette Besson (Louviers)                             | Entente Féminin 14      | Paris Galaxy HB                | Val Bisontin                   |
| 2016-2017 | Salle Maréchal (Harnes)                               | Brest Bretagne HB       | Toulon Saint-Cyr               | Brie 77 HB                     |
| 2017-2018 | Gymnase Ampère (Vendôme)                              | Toulon Saint-Cyr        | Chevigny St Sauveur HB         | Yutz HB                        |
| 2018-2019 | Complexe sportif Véronique Pecqueux-Rolland (Longvic) | Toulon Saint-Cyr (2)    | HB Clermont AM 63              | ES Plescop Handball            |
| 2019-2020 |                                                       |                         |                                |                                |

### Championnat de France - Excellence
| Saison    | Ville Organisatrice                                   | Or                                    | Argent                             | Bronze                        |
| --------- | ----------------------------------------------------- | ------------------------------------- | ---------------------------------- | ----------------------------- |
| 2014-2015 | Complexe Sportif (HBC Celles-sur-Belle)               | ROC Aveyron Handball                  | Chevigny-Saint-Sauveur Handball    | Handball Féminin Eure Andelle |
| 2015-2016 | Colette Besson (Louviers)                             | Alliance Rennes Haute Bretagne 35     | HB Brie 77                         | Entente Cannes / BTP Nice     |
| 2016-2017 | Salle Maréchal (Harnes)                               | Mazan Ventoux Comtat Handball         | Saint Sébastien Sud Loire Handball | Paris Galaxy Handball         |
| 2017-2018 | Gymnase Ampère (Vendôme)                              | St Sébastien Sud Loire HB             | Epinal HB                          | La Motte Servolex HB          |
| 2018-2019 | Complexe sportif Véronique Pecqueux-Rolland (Longvic) | Alliance Rennes Haute Bretagne 35 (2) | Pagny-sur-Moselle AS Handball      | HBC Echirolles-Eyben          |
| 2019-2020 |                                                       |                                       |                                    |                               |